# Gerardo Flores Zúñiga
Gerardo Flores Zúñiga (* 5. Februar 1986 in Xochitepec, Morelos) ist ein mexikanischer Fußballspieler, der als Verteidiger agiert.

## Leben
Der im Bundesstaat Morelos geborene Flores begann seine Laufbahn in der Saison 2003/04 beim ebenfalls in Morelos beheimateten Traditionsverein CD Zacatepec, der in den 1950er Jahren zweimal mexikanischer Meister war und zu jener Zeit in der zweitklassigen Primera División 'A' spielte.  Flores kam allerdings nur zu einem Einsatz bei den Cañeros und wechselte für die folgende Spielzeit 2004/05 zum Ligarivalen Cajeteros de Celaya, wo er es allerdings auch nur zu einem Einsatz brachte. 
Für die Saison 2005/06 unterschrieb er einen Vertrag beim CF Monterrey, der ihn zunächst in seiner zweiten Mannschaft Rayados 1A spielen ließ. Nach anderthalb Jahren in Monterrey wurde er für die Clausura 2007 erstmals in die erste Mannschaft des CF Monterrey berufen und gab sein Debüt in der mexikanischen Primera División am 17. Februar 2007 in einem Heimspiel gegen Necaxa, das 2:2 endete und in dem Flores gleich über die volle Distanz von 90 Minuten zum Einsatz kam.
In den nächsten vier Spielzeiten stand Flores von 2007 bis 2011 bei Atlas Guadalajara unter Vertrag, für den er fast auf den Tag genau ein Jahr nach seinem Erstligadebüt am 16. Februar 2008 sein erstes Tor in der ersten Liga erzielte, das seiner Mannschaft einen 1:0-Sieg gegen den Club América bescherte.
Vor der Saison 2011/12 wechselte Flores zum CD Cruz Azul, in dessen Reihen der zum Nationalspieler heranreifte und mit dem er in der Clausura 2013 den mexikanischen Pokalwettbewerb gewann.

## Erfolge
- Mexikanischer Pokalsieger: Clausura 2013